# Manfredo Settala
Manfredo Settala (né le 8 mars 1600 à Milan et mort le 6 février 1680 dans la même ville) est un scientifique et collectionneur italien, à qui ses compatriotes ont décerné le surnom d’Archimède milanais.

## Biographie
Fils du médecin Ludovico Settala, il naquit le 8 mars 1600. Son père l’envoya faire ses études à Pavie et ensuite à Sienne, où il eut pour condisciple Fabio Chigi, depuis pape sous le nom d’Alexandre VII. De Sienne il se rendit à Pise, pour achever son cours de droit et prendre ses grades. En passant à Mantoue, il était resté quinze jours à examiner la galerie ducale, et la vue de cette précieuse collection avait éveillé son goût pour l’histoire naturelle et les mathématiques. Il associa dès lors l’étude des sciences exactes à celle du droit ; il résolut ensuite d’aller en Sicile observer les phénomènes dont la description avait piqué vivement sa curiosité. Le grand-duc de Toscane connaissait les talents de Manfredo et favorisa son dessein en le recommandant au capitaine de la galère sur laque quelle il s’embarqua. Dans le trajet, Manfredo eut beaucoup à se louer des attentions du capitaine, et il se décida sans peine à l’accompagner dans un voyage sur les côtes d’Afrique et d’Asie. Settala visita successivement l’île de Chypre, la Syrie et l’Égypte, l’île de Candie, Smyrne, Éphèse et enfin Constantinople, où il s’arrêta deux mois pour rechercher des médailles et des antiquités. De retour à Milan en 1630, il s’y fit connaître avantageusement. Outre les langues anciennes, il possédait le français, l’espagnol, l’anglais et l’arménien. Instruit à fond dans toutes les branches de la philosophie et des mathématiques, il surpassait les plus habiles ouvriers dans la construction des instruments nécessaires à ses expériences. On citait surtout ses microscopes et ses miroirs ardents comme supérieurs. Il cultivait aussi les arts avec succès. Les talents de Manfredo lui méritèrent la protection du cardinal Federico Borromeo, qui le pourvut d’un canonicat de la basilique des Saints-Apôtres, dite vulgairement de Saint-Nazaire. Le désir d’accroître ses connaissances conduisit Settala dans les différentes parties de l’Italie. Lors de l’élection d’Alexandre VII (1655), il se rendit à Rome pour féliciter sur son élévation son ancien condisciple, dont il éprouva un accueil plein de bienveillance. Il profita de son séjour dans la capitale du monde chrétien pour visiter les antiquités et les galeries qu’elle renferme. Après avoir satisfait sa curiosité, il prit congé du pontife et revint à Milan, où le cardinal Borromeo l’établit directeur de l’académie de peinture, qu’il venait de fonder. Le reste de la vie de Manfredo fut consacré à la culture des arts. Les principales sociétés littéraires d’Italie s’étaient empressées de l’admettre dans leur sein. Il fut ensuite agrégé à la Royal Society de Londres. Il mourut le 16 février 1680 et fut inhumé dans la basilique des Saints-Apôtres. Une médaille frappée en son honneur et portant son effigie est figurée dans le Museum Mazuchellianum, t. 2, pl. 129.

## Le Musée septalien

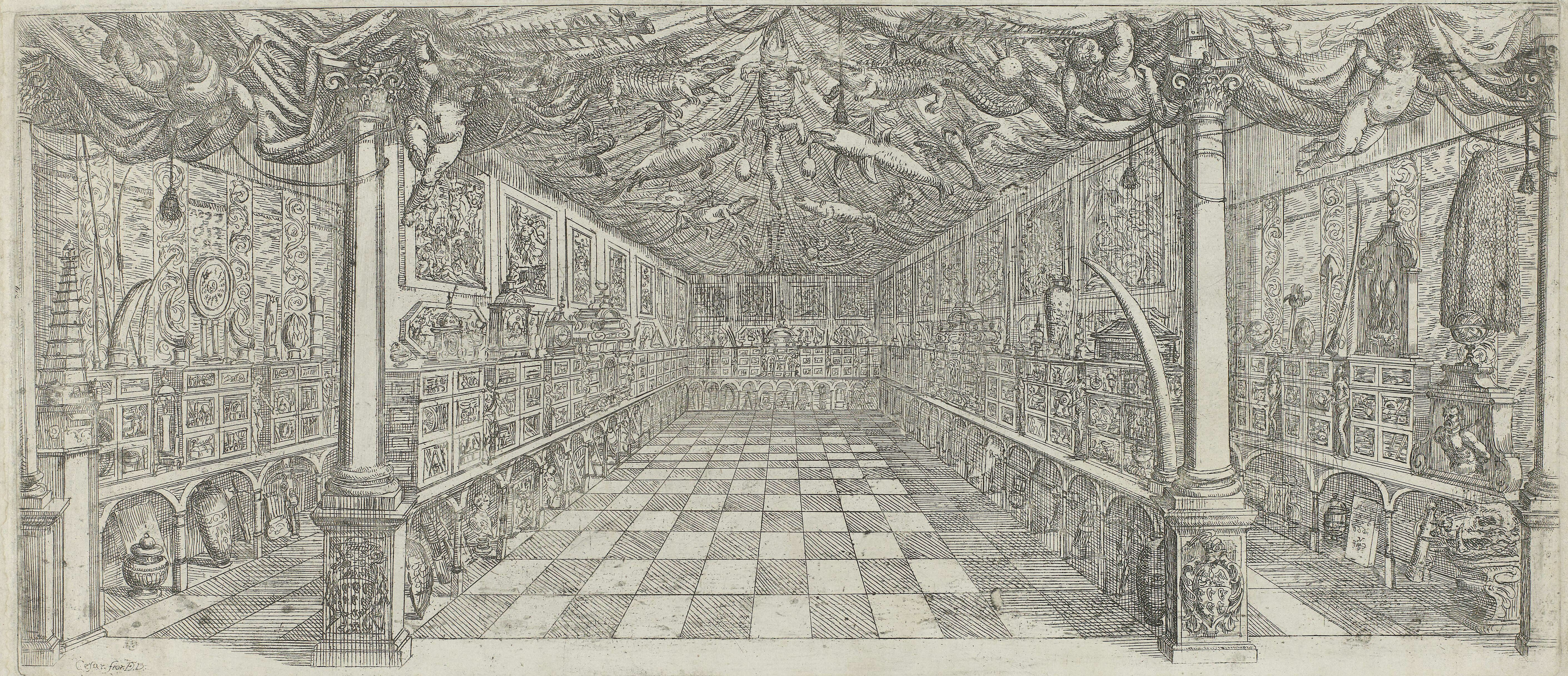
Le Musée septalien

Le Musée septalien est un cas emblématique du Wunderkammer, du « Cabinet de curiosités », qui s’est répandu dans toute l’Europe à partir de au XVIe siècle, pour la préservation et l’exposition d’objets extraordinaires du monde de la nature ou créés par des mains humaines dans différents pays et cultures, pour beaucoup représentant le premier « projet », en termes conceptuels et esthétiques, du musée moderne. Les objets étaient classés selon les catégories Naturalia, Artificialia (objets artificiels) et Mirabilia et Exotica (objets admiratifs et étranges). Manfredo Settala avait formé la collection la plus complète qu’on eût encore vue en Italie de machines dont il avait imaginé lui-même et exécuté un grand nombre avec une rare perfection ; des médailles et des monuments antiques, ainsi que des objets curieux d’histoire naturelle, complétaient son musée, dont on a la description en latin, par Paolo Maria Terzago, Tortone, 1664, in-4° ; traduit en italien par Pietro Francesco Scarabelli, ibid., 1677, même format. Il le légua par son testament à la bibliothèque Ambrosienne ; mais ses héritiers attaquèrent cette disposition et parvinrent à la faire annuler. Les conservateurs de l’Ambrosienne en sauvèrent cependant quelques débris et consacrèrent, par une inscription rapportée dans la Bibliotheca scriptorum Mediolanensium de Filippo Argelati, t. Ier, p. 1319, le souvenir de l’intention bienfaisante du testateur.